# الحرورة (بني مطر)

تعديل مصدري - تعديل

الحرورة هي إحدى قرى عزلة شهاب الأسفل بمديرية بني مطر التابعة لمحافظة صنعاء، بلغ تعداد سكانها 216 نسمة حسب تعداد اليمن لعام 2004.